# Washington Muhanji
Washington Muhanji – kenijski piłkarz grający na pozycji bramkarza. W swojej karierze rozegrał 11 meczów w reprezentacji Kenii.

## Kariera klubowa
Swoją karierę piłkarską Muhanji rozpoczął w klubie Ulinzi Stars FC, w którym zadebiutował w 1980 roku. W 1987 roku przeszedł do AFC Leopards. Grał w nim do końca swojej kariery, czyli do 1992 roku. Wraz z AFC Leopards wywalczył trzy mistrzostwa Kenii w sezonach 1988, 1989 i 1992.

## Kariera reprezentacyjna
W reprezentacji Kenii Muhanji zadebiutował 14 marca 1988 w przegranym 0:3 grupowym meczu Pucharu Narodów Afryki 1988 z Nigerią, rozegranym w Rabacie. Był to jego jedyny rozegrany mecz na tym turnieju.
W 1990 roku Muhanji został powołany do kadry na Puchar Narodów Afryki 1990. Na tym turnieju rozegrał dwa mecze grupowe: z Senegalem (0:0) i z Zambią (0:1). Od 1988 do 1990 wystąpił w kadrze narodowej 11 razy.